# فالديت راما
فالديت راما (مواليد 20 نوفمبر 1987 في كوسوفسكا ميتروفيكا - يوغوسلافيا) لاعب كرة قدم ألباني يلعب حاليا لصالح نادي الدرجة الأولى هانوفر الألماني منذ 2009 في مركز الجناح . .

## روابط خارجية
- فالديت راما على موقع الاتحاد الدولي (مؤرشف)  (الإنجليزية)
- فالديت راما على موقع الاتحاد الأوربي (الإنجليزية)
- فالديت راما على موقع اتحاد السويد (السويدية)
- فالديت راما على موقع قاعدة بيانات كرة القدم.إي يو (الإنجليزية)
- فالديت راما على موقع ناشيونال فوتبول تيمز (الإنجليزية)
- فالديت راما على موقع Soccerbase.com (لاعب) (الإنجليزية)
- فالديت راما على موقع Soccerway.com (الإنجليزية)
- فالديت راما على موقع عالم كرة القدم.نت (الإنجليزية)
- فالديت راما على موقع كووورة
- فالديت راما على موقع AS.com (الإسبانية)